# Pyssa
La Pyssa (in russo Пысса?) è un fiume della Russia europea nordoccidentale, affluente di sinistra del Mezen'. Scorre nell'Udorskij rajon della Repubblica dei Komi.
Nasce nella parte occidentale del territorio della Repubblica dei Komi e scorre verso est lungo il confine della regione di Arcangelo attraverso un'area boscosa e disabitata. Il canale è tortuoso, la corrente è debole. Sfocia nel Mezen' a 455 km dalla foce, presso l'abitato di Bol'šaja Pyssa. Ha una lunghezza di 164 km, il suo bacino è di 1 160 km².
Il fiume è gelato, mediamente da fine ottobre-inizio novembre, sino a inizio maggio.